# Dolichosybra tubericollis
Dolichosybra tubericollis är en skalbaggsart som beskrevs av Stephan von Breuning 1942. Dolichosybra tubericollis ingår i släktet Dolichosybra och familjen långhorningar.
Artens utbredningsområde är Panama. Inga underarter finns listade i Catalogue of Life.